# Rub' al-Khali

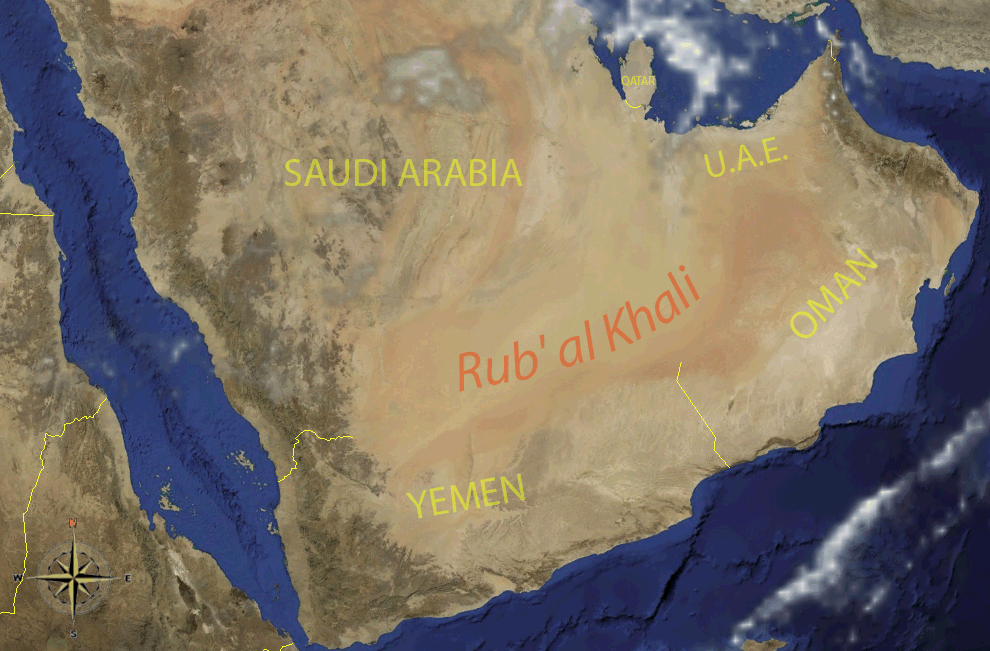
Carta con la localizzazione del Rubʿ al-Khālī in Arabia

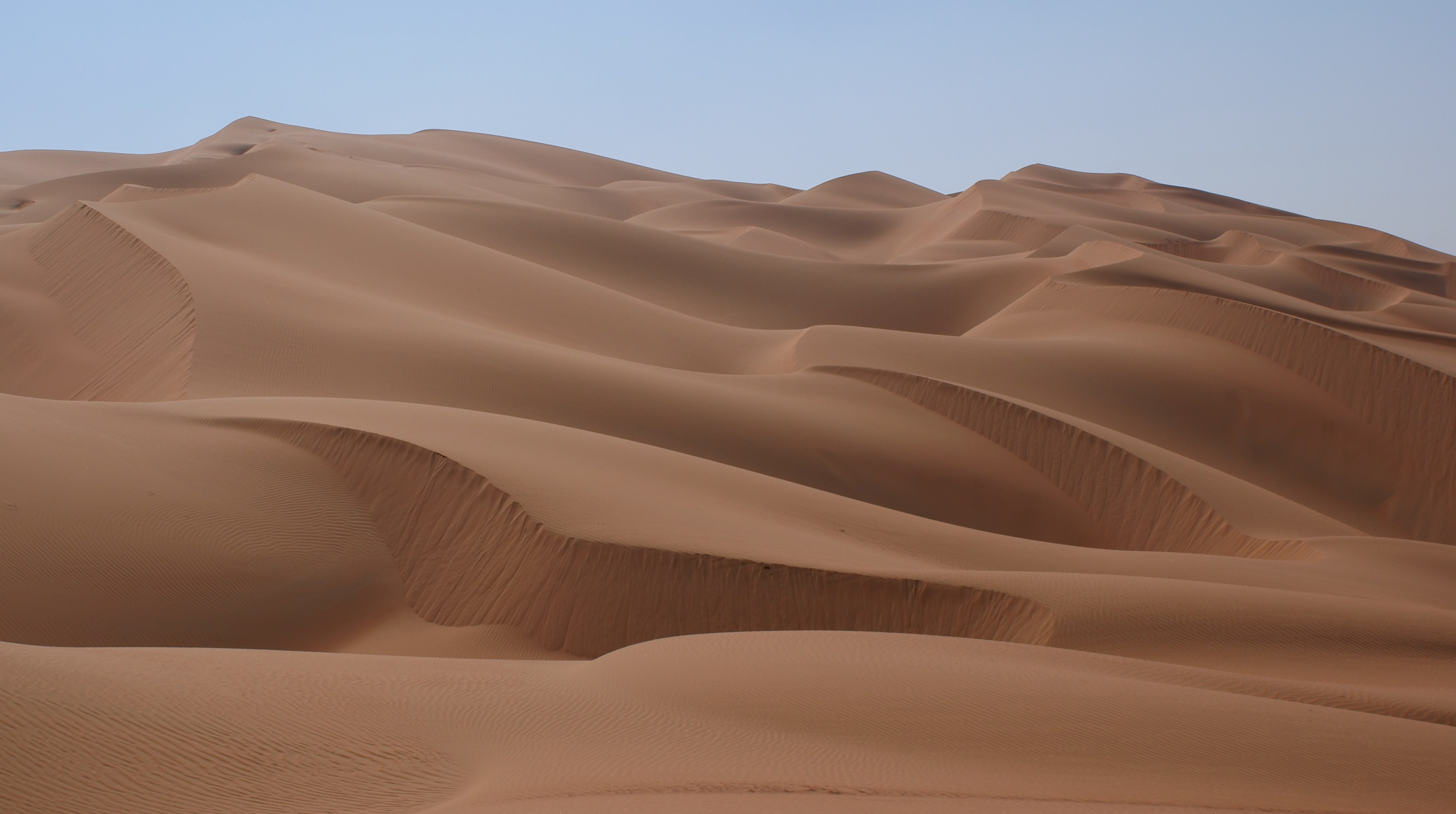
Dune di sabbia del Rubʿ al-Khālī

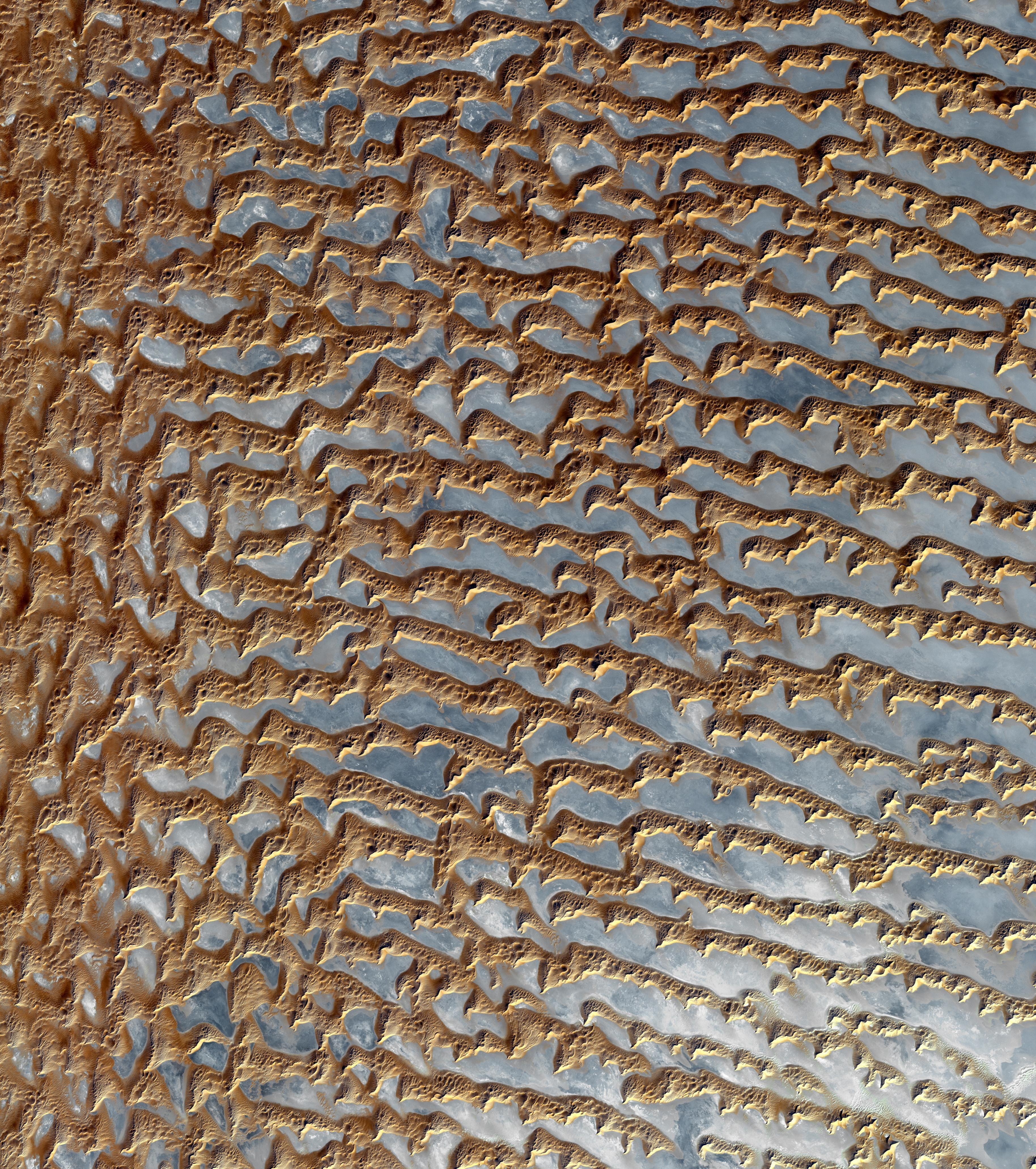
La tipica disposizione subparallela ad elevato sviluppo longitudinale (“seif”) delle dune del Rubʿ al-Khālī, in una foto scattata dal sensore remoto ASTER che equipaggia il satellite per telerilevamento Terra (EOS AM-1).

Il Rubʿ al-Khālī (in arabo الربع الخالي‎?), ossia "Il quarto vuoto" ("quarto" inteso come "quarta parte" dopo cielo, terra e mare), è un deserto sabbioso (erg) che si estende nella parte più meridionale della Penisola araba. È parte del Deserto Arabico.

## Descrizione
Ancora ampiamente inesplorato e praticamente disabitato, il deserto è lungo circa 1.000 km e largo circa 500, con un'area totale di oltre 650.000 km². Persino i Beduini ne sfiorano solo le zone marginali. Ciò nonostante esistono compagnie di viaggi che offrono escursioni assistite da GPS nel deserto. Il primo occidentale di cui si ha notizia che abbia attraversato il Rubʿ al-Khālī fu Bertram Thomas nel 1931. Successivamente fu esplorato da St John Philby e da Wilfred Thesiger, che descrisse le innumerevoli peripezie dell'attraversamento nel libro "Arabian Sands" (Sabbie arabe).
Il 2 febbraio 2020, l’esploratore italiano Max Calderan è riuscito a compiere una prima traversata in solitaria, in un evento battezzato “Into The Lost Desert”, percorrendo circa 1100 km a piedi. Il percorso da lui fatto è stato denominato la Calderan Line, in onore della sua impresa.
La desertificazione è progredita nel corso dei millenni. Prima che questa rendesse così difficoltose le rotte che lo attraversavano, le carovane del commercio dell'incenso passavano in età preislamica, fino alla fine del III secolo d.C., attraverso distese oggi virtualmente impercorribili. Un esempio di località abbandonata a causa della desertificazione è la città perduta di Ubar, che dipendeva da questo commercio.
Così, le due principali rotte carovaniere rimaste furono quelle "del Hijāz", parallela al Mar Rosso, e quella più impervia "dell'Iraq". La prima metteva in collegamento lo Yemen al Mar Mediterraneo mentre la seconda l'Oman alla Mesopotamia.

### Biodiversità
Nel Rubʿ al-Khālī si trovano aracnidi, roditori e piante appartenenti alla famiglia delle succulente.

### Petrolio
Geologicamente, il Rubʿ al-Khālī è il sito più ricco di petrolio nel mondo. Vaste riserve di petrolio sono state scoperte sotto le dune di sabbia. Sheyba, al confine nord-orientale del Rubʿ al-Khālī, è un importante sito di produzione di Petrolio in Arabia Saudita. Ghawar, il più grande giacimento di petrolio al mondo, si estende verso sud nelle parti settentrionali del Rubʿ al-Khālī.

## Nella cultura di massa
- Il deserto è presente nel videogioco Uncharted 3: L'inganno di Drake, in cui è nascosta la città perduta di Iram delle Colonne (nel gioco chiamata anche "Atlantide del deserto").

- Viene anche citato nel videogioco "Fallout 4" dallo scienziato Cabot che ipotizza ci sia un luogo in cui risiede un'antica città costruita prima dell'uomo da un popolo alieno.

- Fa una sua apparizione anche in Ninja Gaiden 3 e Ninja Gaiden 3: Razor's Edge. Viene anche citato nel romanzo d'avventura "La città sepolta" di "James Rollins", che richiama la leggenda degli spiriti malvagi che infestano le sabbie, i "nisnases" e della città sepolta "Ubar".

- Nel 1959 Wilfred Thesiger pubblicò il libro di viaggio "Arabian Sands" (Sabbie arabe), che narrava le sue traversate del deserto del Rubʿ al-Khālī tra il 1945 e il 1950 e descriveva lo stile di vita dei suoi abitanti, i Beduini. Cronologicamente Thesiger fu il terzo europeo a compiere l'attraversamento di questo deserto, dopo Bertram Thomas e St John Philby.

- Viene citato in "storia del Necronomicon", racconto di H. P. Lovecraft, dove il poeta pazzo yemenita Abdul Alhazred vi passò dieci anni.

- Compare nel film Men in Black: International

- Compare nella terza puntata della serie “Il Giro del Mondo in 80 Giorni”
- È il luogo in cui si svolge la corsa a cavallo su lunghe distanze nel film Hidalgo.